# 1399
Năm 1399 là một năm trong lịch Julius.

## Mất
Trần Thuận Tông